# Maia (Guarulhos)
Maia é um bairro pertencente ao município de Guarulhos, na Grande São Paulo,  subdividido em quatro bairros (Cidade Maia, Parque Renato Maia, Jardim Maia  e Vila Lanzara).
Os bairros-jardim do distrito possuem uma das mais altas rendas per capita de Guarulhos, onde estão situados muitos dos imóveis mais caros da Zona Norte da Grande São Paulo.
O distrito nobre possui uma das avenidas mais badaladas de Guarulhos, a "Av. Paulo Faccini". Além dos bares, restaurantes e saída para a viaduto estaiado "Cidade de Guarulhos", a Av. também realiza a "Parada LGBTQIAP+ de Guarulhos".

## Educação, Cultura & Lazer
Também se localiza no distrito, o SENAI (Serviço Nacional de Aprendizagem Industrial); e os melhores colégios particulares da cidade, o "Mater Amabilis", o "Pequeno Príncipe" e o complexo "Colégio Maia". Também conta com o ATA Jardim Maia, a Maternidade Jesus, José e Maria, o Bosque Maia (Recanto Municipal da Árvore) com o "Espaço Cultural Gilmar Lopes", o "Centro de Educação Ambiental", o "Orquidário", e a sede do "SEMA" (Secretaria do Meio Ambiente).
E outras grandes empresas, como: Jun Japanese Food, Franz Café, Hortifrutti Sítio Verde, Super Pizza Pan, Chopp Brahma Express, Habib's, Companhia Hering, AlôBebê, além de Cafés, estúdios de cabeleireiros de alto padrão, boutiques, clínicas plásticas, clínicas veterinárias, mercados, farmácias, frutaria, churrascaria, padarias e diners, agências de banco, escola de música, escolas de idiomas, Burger King e a primeira franquia do McDonald's na cidade (sua maioria em frente ao Bosque Maia).
Há, também, no distrito, uma "Sociedade Islâmica Brasileira (SIBRA)". E o Prédio do "Poder Judiciário - Justiça Federal".

## Transporte
O "Maia" é servido por nenhuma linha de transporte sobre trilhos, logo o transporte local é feito por linhas de ônibus, que basicamente fazem a integração dos bairros mais afastados da cidade até o "Maia". O distrito possui o "Terminal Sta. Clara" de ônibus, além dos pontos de ônibus para os bairros: Centro, Paraventi, Itapegica, Jardim Fortaleza e Jardim Santa Paula, no município de Guarulhos, e para as estações Armênia (Linha 1 do Metrô de São Paulo), Penha e Brás (ambas: Linha 3 do Metrô de São Paulo), em São Paulo.

## Subdivisões de Bairros
- Jardim Maia: Área que abrange o Bosque Maia e residências à frente;
- Parque Renato Maia: Área ao Norte do Bosque Maia, onde se localiza a SIBRA;
- Cidade Maia: Área à Leste do bosque, com divisa com o bairro Paraventi;
- Vila Lanzara: Área Sul ao lado do Jardim Maia e com divisa com Centro da cidade, onde se localiza o primeiro McDonald's de Guarulhos.